# Специфични импулс
Специфични импулс ({\displaystyle I_{sp}}) је мера ефикасности реакционог мотора, попут ракете или млазног мотора. Он представља количник промене импулса и масе горива утрошене за ту промену. 
Природна јединица за специфични импулс била би брзина, међутим, по конвенцији се за ракетна горива та брзина дели убрзањем Земљине гравитације на нивоу мора, што даје {\displaystyle I_{sp}} у секундама. Физичко значење тог броја је време које килограм горива може производити силу једнаку тежини једног килограма на површини Земље.
Треба напоменути да специфични импулс не представља ефикасност потрошње енергије, већ ефикасност коришћења масе горива. Системи са већим специфичним импулсом често захтевају већу потрошњу енегрије за исти потисак, па им је енергетска ефикасност мања.

## Ракете
Ракета ради искључиво реакцијом на убрзање сопственог горива, па је једина сила која на њу делује та сила реакције.(поред нежељених сила отпора средине и притиска атмосфере)
{\displaystyle F={\frac {v_{\text{e}}\cdot \Delta m}{\Delta t}}}
{\displaystyle F\cdot \Delta t=\Delta p=v_{\text{e}}\cdot \Delta m}
{\displaystyle v_{\text{e}}={\frac {\Delta p}{\Delta m}}}
Видимо да је онда излазна брзина горива једнака специфичном импулсу израженом у јединици брзине, мада ово захтева занемаривање ефеката атмосфере, па је специфични импулс у атмосфери нешто мањи од излазне брзине. 
Специфични импулс је посебно важан за ракете, у односу на возила која се крећу реакцијом на подлогу или околину, јер према ракетној једначини количина горива потребна за дати терет и делта-в расте експоненцијално са падом ефикасности.
Параметри који утичу на ту излазну брзину су температура, притисак и молекулска маса производа сагоревања (гасови са мањом молекулском масом постижу већу брзину на истој температури), као и ефикасност претварања унутрашње енергије тог гаса у кинетичку.

## Авиони
Пошто авион убрзава и гориво које носи са собом, и околну атмосферу коју усиса у мотор, специфични импулс, тј. ефективна излазна брзина може бити много већа од стварне излазне брзине. Стога су специфични импулси авионских мотора десетинама пута већи од ракетних.

## Мерне јединице
Постоје 3 широко коришћена начина изражавања специфичног импулса. Први је као ефективна излазна брзина, тј. количник импулса и масе. Други добијамо дељењем првог Земљиним убрзањем, што даје {\displaystyle I_{sp}} у секундама. Физичко значење тог броја је време које килограм горива може производити силу једнаку тежини једног килограма на површини Земље. Трећи је специфична потрошња горива, тј. стопа потрошње горива потребна за дату силу, што је бројно једнако реципрочној вредности ефективне излазне брзине.
|                 | Ефективна излазна брзина                                  | Спефифични импулс (секунде)                                        | Специфина потрошња горива                                                                    |
| --------------- | --------------------------------------------------------- | ------------------------------------------------------------------ | -------------------------------------------------------------------------------------------- |
| Физичко значење | {\displaystyle v_{\text{e}}={\frac {\Delta p}{\Delta m}}} | {\displaystyle I_{\text{sp}}={\frac {v_{\text{e}}}{g_{\text{0}}}}} | {\displaystyle {\frac {\dot {m}}{F}}={\frac {\Delta m}{\Delta p}}={\frac {1}{v_{\text{e}}}}} |
| SI јединица     | {\displaystyle {\frac {m}{s}}}                            | {\displaystyle s}                                                  | {\displaystyle {\frac {kg}{N\cdot s}}={\frac {s}{m}}}                                        |

## Примери
| Мотор                    | Примена мотора                | Тип мотора                       | Гориво   | Спефифични импулс [s] | Ефективна излазна брзина [m/s] |
| ------------------------ | ----------------------------- | -------------------------------- | -------- | --------------------- | ------------------------------ |
| GEM 63XL                 | бустери ракете вулкан-кентаур | ракетни мотор са чврстим горивом | Al/AP    | 280,3                 | 2749                           |
| Avio Zefiro 9A           | трећи ступањ ракете вега      | ракетни мотор са чврстим горивом | Al/AP    | 295,2                 | 2895                           |
| Space shuttle SRB        | бустери спејс шатла           | ракетни мотор са чврстим горивом | Al/AP    | 313                   | 3070                           |
| РД-170                   | главни мотор ракете енергија  | ракетни мотор на течно гориво    | LOX/RP-1 | 337                   | 3300                           |
| Aerojet Rocketdyne RS-25 | главни мотор спејс шатла      | ракетни мотор на течно гориво    | LOX/LH   | 453                   | 4440                           |